# Roriz (Chaves)
Roriz é uma povoação portuguesa do Município de Chaves que foi sede da extinta Freguesia de Roriz, freguesia que tinha 8,51 km² de área e 164 habitantes (2011), e, por isso, uma densidade populacional de 19,3 hab/km².
A Freguesia de Roriz foi extinta em 2013, no âmbito de uma reforma administrativa nacional, tendo sido agregada à Freguesia de Travancas, para formar uma nova freguesia denominada União das Freguesias de Travancas e Roriz com a sede em Travancas.
Roriz foi parte integrante do concelho de Monforte de Rio Livre, até à extinção deste, em 31 de Dezembro de 1853, passando a integrar o concelho (atual município) de Chaves.

## População
| Número de habitantes | Número de habitantes | Número de habitantes | Número de habitantes | Número de habitantes | Número de habitantes | Número de habitantes | Número de habitantes | Número de habitantes | Número de habitantes | Número de habitantes | Número de habitantes | Número de habitantes | Número de habitantes | Número de habitantes |
| -------------------- | -------------------- | -------------------- | -------------------- | -------------------- | -------------------- | -------------------- | -------------------- | -------------------- | -------------------- | -------------------- | -------------------- | -------------------- | -------------------- | -------------------- |
| 1864                 | 1878                 | 1890                 | 1900                 | 1911                 | 1920                 | 1930                 | 1940                 | 1950                 | 1960                 | 1970                 | 1981                 | 1991                 | 2001                 | 2011                 |
| 301                  | 326                  | 372                  | 387                  | 318                  | 299                  | 350                  | 373                  | 416                  | 557                  | 490                  | 448                  | 368                  | 211                  | 164                  |

(Obs.: Número de habitantes "residentes", ou seja, que tinham a residência oficial nesta freguesia à data em que os censos  se realizaram.)